# Fatální familiární insomnie
Fatální familiární insomnie (FFI), také smrtelná rodinná nespavost je mimořádně vzácné, obvykle autosomálně-dominantně dědičné mozkové onemocnění postihující anterior-ventrální a mediodorzální thalamická jádra prostřednictvím tzv. prionopatie (zmnožení vadné izoformy bílkoviny PrPc → PrPSc v mozkové tkáni, zapříčiňující její progresivní vakuolizaci), jedná se tedy o neléčitelnou spongiformní encefalopatii, které nevyhnutelně vedou k demenci a kómatu. Onemocnění nicméně není vždy podmíněno pouze dědičnosti, tzn. že FI postihuje i jedince bez vrozené genetické dispozice, tzv. fatální sporadická insomnie. Podstatou nemoci je následovně postupující ztráta schopnosti usnout, vyusťující až ve stav naprosté insomnie, která za odlišných okolností není uskutečnitelná.
Pravděpodobnost přenosu z predisponovaného rodiče na svého potomka je 50%. Celosvětově je FFI děděna pouze ve 40 rodinách (100 osob), jejichž předci umírali v ústavech pro choromyslné. Genetickou etiologií je mutace D178N PRNP asociovaná s metioninovým kodonem 129 na totožné alele.

## Příznaky
Obvyklý věk, během něhož se projeví první příznaky nemoci je 25 až 60 let. Smrt poté přichází za 7–36 měsíců
Počáteční fáze: Mezi prvotní příznaky patří především postupující nespavost, rostoucí záchvaty úzkosti a neopodstatněné fóbie, podrážděnost. Brzy dochází i ke změnám osobnosti, přetrvává pocit ohrožení, úlekovost, úzkosti bývají doprovázeny halucinacemi i paranoiou. Nemocný jedinec je vyčerpaný, nadměrně se potí. Insomnie se prohlubuje, dochází k poruchám zraku – rozostřené, nebo dvojité vidění.
Pokročilá fáze: Vlivem hluboké spánkové deprivace je nyní narušena i krátkodobá paměť a orgánová autonomie. Zornice nemocného jsou zúžené, jeho krevní tlak je zvýšený, pohyby jsou nekoordinované, trhavé, pacient ztrácí svoji tělesnou váhu i cit pro rovnováhu. Svaly jsou bolestivé, objevují se jejich záškuby, zažívání je nepravidelné, pohyby očí jsou mimovolní, řeč je zastřená. Objevuje se REM halucinóza – pacientovi se zdají sny při plném vědomí.
Konečná fáze: Nemocný již téměř není schopen pohybu ani komunikace, vědomí je narušeno, svalstvo je dystonické, šíje je strnulá. Dochází k demenci, později pacient upadá do kómatu a umírá.